# Charles Carroll Colby
Pour l’article homonyme, voir Colby (homonymie).
Charles Carroll Colby (10 décembre 1827-10 janvier 1907) est un auteur, avocat, homme politique fédéral et un homme d'affaires canadien ayant surtout œuvré dans le domaine minier, des chemins de fer et des machines à écrire.

## Biographie
Né à Derby dans le Vermont aux États-Unis, il immigra dans la municipalité bas-canadienne de Stanstead. Après avoir étudié au Dartmouth College dans le New Hampshire, il fut nommé au Barreau du Québec en 1855. 
Élu député libéral-conservateur dans la circonscription fédérale de Stanstead en 1867, il est réélu en 1872, 1874, 1878, 1882, 1887 et en 1889. Il est défait en 1891.
Durant son passage à la Chambre des communes, il estprésident du Conseil privé de 1889 à 1891. Il est également l'un des partisans de l'introduction de tarifs douaniers en réponse à ceux imposés par les États-Unis. 
Il est aussi un administrateur du Stanstead College, directeur de plusieurs compagnies de chemins de fer et vice-président de la Ligue québécoise de modération et de prohibition. Il écrit l'ouvrage Parliamentary governement in Canada publié à Montréal en 1886. 
En tant qu'homme d'affaires, il a été administrateur et bailleur de fonds dans plus de 20 compagnies, dont plusieurs n'ont jamais vu le jour.
En 1859, il fait bâtir Carrollcroft, sa résidence de Stanstead qui abrite à présent le Musée Colby-Curtis.